# Druzia flavostriata
Druzia flavostriata Ruiz & Brescovit, 2013 è un ragno appartenente alla famiglia Salticidae.
È l'unica specie nota del genere Druzia.

## Distribuzione
Gli esemplari di questa specie sono stati rinvenuti in Brasile.

## Tassonomia
Per la descrizione delle caratteristiche di questo genere sono stati esaminati gli esemplari tipo di Breda flavostriata Simon, 1901.
Dal 2017 non sono stati esaminati altri esemplari, né sono state descritte sottospecie al 2022.

### Sinonimo
- Druzia nigrotaeniata (Mello-Leitão, 1947); posta in sinonimia con Druzia flavostriata a seguito di un lavoro degli aracnologi Edwards, Rinaldi & Ruiz del 2005[1].